# Волчий Яр (река)
Волчий Яр — маловодная река в Чугуевском районе Харьковской области, левый приток реки Крайняя Балаклейка (бассейн Северского Донца). Длина — около 13,5 км.
Исток располагается в селе Ивановка, устье — южнее села Мосьпаново.
На реке находятся более 7 прудов, образованных земляными дамбами.